# Oskar Vivell
Oskar Vivell (* 28. Oktober 1917 in Wolfach; † 7. Mai 1981 in Karlsruhe) war ein deutscher Arzt.

## Leben
Vivell besuchte das Berthold-Gymnasium in Freiburg im Breisgau und studierte dort nach seinem 1937 bestandenen Abitur fünf Semester lang Philosophie und katholische Theologie. In Königsberg begann er 1940 sein Medizinstudium und setzte es nach seiner Militärzeit in Berlin und Freiburg fort. Dort legte er 1946 das Staatsexamen ab.
Nach seiner Pflichtassistenzzeit an der Universitätsfrauenklinik, Hautklinik und Medizinischen Klinik in Freiburg arbeitete er ein Jahr bei Franz Büchner am Pathologischen Institut und war seit 1949 als Assistent, seit 1954 als Privatdozent und seit 1960 als außerplanmäßiger Professor und erster Oberarzt an der Freiburger Kinderklinik unter W. Keller tätig.
Der Kreis um Keller zählte zu den aktivsten Gruppen in der Nachkriegsaufbauphase der deutschen Kinderheilkunde. Die ersten Assistentenjahre Vivells waren vor allem durch harte Stationsarbeit und nächtelange Forschertätigkeit unter dürftigen äußeren Bedingungen in beengten Labors und Kellerräumen bestimmt. Wissenschaftlich ist er vor allem auf dem Gebiet der Virologie hervorgetreten, das Anfang der 1950er Jahre in lebhafter Entwicklung stand. Seine Arbeit auf diesem Gebiet begann er bei Richard Bieling in Marburg an der Lahn und erweiterte seine Kenntnisse insbesondere bei Dalldorf in Albany, USA.
Vivell bemühte sich sehr um die Einführung der Poliomyelitis- und Masernimpfung, mit deren Propagierung er sich um die Bekämpfung dieser Krankheiten verdient gemacht hat. Außerdem beschäftigte er sich mit den Coxsackie-Virus- und anderen Virusinfektionen. Seine Bibliografie umfasst über 150 Titel sowie wesentliche Beiträge für Lehrbücher. Er hielt viele Jahre die Hauptvorlesung „Kinderheilkunde“ an der Freiburger Universität und war als Hochschullehrer bei seinen Studenten sehr beliebt und hoch geschätzt.
Am 1. Dezember 1964 übernahm Vivell bis zu seinem Tode 1981 die Leitung der Franz-Lust-Kinderklinik in Karlsruhe und setzte durch eine Neustrukturierung entscheidende Akzente.
1968 sagte er als Gutachter im Contergan-Prozess aus und bejahte den Wirkstoff Thalidomid als ursächlich für die Erkrankungen.
Seit ihrer Gründung war Vivell Mitglied der Deutschen Gesellschaft für Sozialpädiatrie und stand seit 1976 deren Ausschuss „Schutzimpfungen gegen Infektionskrankheiten“ vor. Mit einer Vielzahl von Vorträgen bemühte er sich um die Fortbildung der Kinder- und Allgemeinärzte, auch im Rahmen der Karlsruher Therapie-Wochen. 1979 konnte er den 76. Kongress der Deutschen Gesellschaft für Kinderheilkunde ausrichten.

## Ehrungen
Vivell erhielt eine Reihe von Ehrungen; u. a. wurde er von der Chilenischen Gesellschaft für Kinderheilkunde zum Ehrenmitglied ernannt und für seine Verdienste um die ärztliche Fortbildung mit der Ernst-von-Bergmann-Plakette ausgezeichnet. Der 1968 gegründete Schulkindergarten für körperbehinderte Kinder in der Raiherwiesenstraße 13 in Karlsruhe-Durlach wurde 1985 nach ihm benannt in Anerkennung für seine Verdienste um die Kinderheilkunde.